# 巴尔迪
巴尔迪（義大利語：Bardi），是意大利帕尔马省的一个市镇。总面积189平方公里，人口2402人，人口密度12.7人/平方公里（2009年）。ISTAT代码为034002。